# Historia de los judíos en Colombia
La historia de los judíos en Colombia es amplia y diversa, con raíces que se remontan al período colonial. Los primeros registros datan del siglo XVI, cuando algunos judíos sefardíes —criptojudíos o “marranos”— llegaron al territorio del Nuevo Reino de Granada huyendo de la Inquisición en España y Portugal. 
Con la independencia de Colombia y la consagración de la libertad de cultos a mediados del siglo XIX, llegaron nuevas oleadas migratorias. En el siglo XIX, se establecieron grupos de judíos sefardíes procedentes de Curazao, quienes se instalaron en ciudades costeras como Barranquilla, Santa Marta y Riohacha. A principios del siglo XX, Colombia recibió también inmigrantes judíos askenazíes, muchos de ellos procedentes de Europa Oriental, que huían del antisemitismo, los pogromos o posteriormente del nazismo. Estos nuevos inmigrantes se asentaron principalmente en Bogotá, Cali y Medellín, donde formaron comunidades organizadas.  Aunque numéricamente es pequeña en comparación con otros países de la región, como Argentina o Brasil, la comunidad judía colombiana ha tenido una influencia significativa en la vida intelectual, cultural, económica y política del país. 

## Historia

### Primeros judíos y conversos en llegar al Nuevo Reino de Granada
Los primeros judíos en llegar al actual territorio colombiano lo hicieron como conversos durante los siglos XVI y XVII, pocos años después de la conquista española. Estos inmigrantes eran en su mayoría sefardíes, es decir, descendientes de los judíos expulsados de España en 1492 y de Portugal en 1497. Forzados a convertirse al cristianismo para evitar el exilio o la muerte, muchos mantuvieron su identidad religiosa en secreto, practicando el criptojudaísmo.
Muchos conversos llegaron como parte de expediciones colonizadoras, o más comúnmente, como comerciantes, artesanos o burócratas. Cartagena de Indias, debido a su importancia como puerto del Caribe, fue una de las primeras ciudades en recibir población conversas, especialmente de origen portugués. Con el paso del tiempo, algunos se desplazaron hacia el interior del país, buscando escapar del control inquisitorial y encontrar refugio en zonas más apartadas.[cita requerida]
Entre los primeros conversos y judaizantes conocidos en esta tierra están el propio Gonzalo Jiménez de Quesada y Gonzalo de Herrera y Tapia, quiénes procedía de una familia de origen judío converso.

### El Tribunal de la Inquisición en Cartagena
La Corona española estableció el Tribunal del Santo Oficio de la Inquisición en Cartagena de Indias en 1610. Esta sede funcionó como centro de vigilancia y represión de la heterodoxia religiosa en toda la región del Caribe y el norte de Sudamérica, incluyendo el actual territorio colombiano. la persecución del judaísmo fue uno de sus principales focos. Los acusados de judaizantes eran generalmente comerciantes portugueses, establecidos en la región, a quienes se les señalaba por “guardar el sábado”, no comer cerdo, practicar rituales familiares distintos o tener libros prohibidos. 
Los archivos de la Inquisición de Cartagena contienen numerosos casos de personas procesadas por judaizantes, como Luis Díaz Pico, Tomás Rodríguez Pereira y Marcos de Almeida, todos comerciantes portugueses acusados de practicar el judaísmo en secreto. Aunque la mayoría de los procesados eran extranjeros o residentes temporales, con el tiempo sus descendientes se mezclaron con la población criolla, dejando huellas culturales y familiares.

### Criptojudaísmo
El criptojudaísmo en Colombia fue una práctica religiosa clandestina llevada a cabo por judíos sefardíes que, tras las expulsiones de España (1492) y Portugal (1497), se convirtieron externamente al cristianismo para sobrevivir, mientras mantenían en secreto prácticas y creencias del judaísmo. Estos “judíos conversos” o “marranos” llegaron a América en los siglos XVI y XVII, principalmente durante la época colonial, buscando nuevas oportunidades y, en muchos casos, refugio frente a la persecución de la Inquisición.
Colombia, como parte del Virreinato del Nuevo Reino de Granada, fue uno de los territorios donde el criptojudaísmo echó raíces, especialmente en zonas portuarias como Cartagena de Indias, así como en regiones del interior como Antioquia y el viejo Caldas.
Huyendo del control inquisitorial y de la hostilidad social, algunos conversos y sus descendientes buscaron refugio en zonas del interior, especialmente en Antioquiay la región que más tarde sería conocida como el Viejo Caldas (actuales departamentos de Caldas, Risaralda y Quindío).
En estas regiones montañosas, menos vigiladas por la Iglesia y el Estado colonial, los criptojudíos encontraron mejores condiciones para vivir en relativo anonimato. Muchos se dedicaron a actividades como la minería, la agricultura o el comercio menor.
A lo largo del siglo XVII, diversas familias asentadas en Antioquia fueron objeto de investigación y persecución por parte del tribunal inquisitorial, bajo la sospecha de practicar en secreto ritos y tradiciones judías. Entre los linajes señalados se encuentran los Abreu, Báez, Barreto, Cabral, Campo, Carnero, Castillo, Coello de Costa, Díaz, Duarte, Enríquez, Fernández, Fonseca, Franco, Gómez, Heredia, Herrera, Juárez de León, Lucena, López, Luca, Martínez, Mejía, Méndez, Mesa, Meza, Montesino, Morales, Mota, Nacal, Noroña, Núñez, Pardo, Paz, Pereira, Pimienta, Pinto, Piñero, Reyes, Rodríguez de Solís, Silva, Suárez, Váez, Vicente y Villalobos.
Investigaciones como la publicada en Nature Communications, liderada por el Dr. Andrés Ruiz-Linares, junto con el estudio Strong Amerind/White Sex Bias and a Possible Sephardic Contribution among the Founders of a Population in Northwest Colombia, han analizado la composición genética de la población antioqueña. Los resultados revelaron que el 14% de los individuos analizados presentan haplotipos característicos de las poblaciones judías sefardíes, lo que sugiere que aproximadamente el 10% de la población antioqueña posee ascendencia sefardí directa.

### SigloXVIII
En el siglo XVIII, los judíos españoles y portugueses procedían de Jamaica y Curazao, donde habían florecido bajo el dominio inglés y holandés. Estos judíos empezaron a practicar su religión abiertamente en Colombia a finales del siglo XVIII, aunque no era oficialmente legal hacerlo, dada la Iglesia Católica establecida. Después de la independencia, el judaísmo fue reconocido como una religión legal. El gobierno concedió a los judíos tierra para un cementerio. Algunos judíos destacados de esta época incluyen al autor Jorge Isaacs de la ascendencia judía inglesa, el industrial James Martin Eder (que adoptó el nombre más cristiano de Santiago Eder cuando él tradujo su nombre al español) llevado en el judío letón; así como las familias de Lima, Salazar, Espinoza, Arias, Ramírez, Pérez, Lozano, Lerma, Castro y Lobo de los anglicanos y judíos españoles y sefardíes. Coincidentemente, estas personas y sus familias se establecieron en el Valle del Cauca, región de Colombia. Han seguido siendo miembros influyentes de la sociedad en ciudades tales como Cali, Tuluá y  Palmira. Durante las generaciones la mayoría de sus descendientes se convirtieron o fueron criados como católicos seculares. Al ser Colombia un país con escasos inmigrantes en contraste a otros países de América Latina como Argentina, Brasil, Chile o Uruguay, no se produjo una ola migratoria en forma similar en la región andina por lo que no se formaron comunidades judías hasta el siglo XX. Durante las primeras décadas de la República la cantidad de judíos fue marginal, existió un antisemitismo oficial que dificultó la entrada de judíos y la de sus familiares al país.
Existen 4 colegios hebreos manejados por el gobierno israelí entre ellos el Colegio Colombo Hebreo en Bogotá, Colegio Hebreo Unión en Barranquilla, Colegio Hebreo Jorge Isaacs en Cali (cerrado) y el Colegio Theodoro Hertzl en Medellín.

### SigloXX

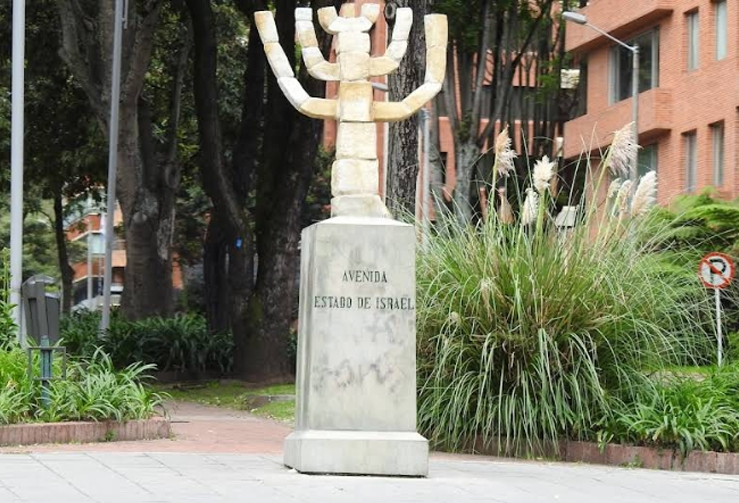
Monumento al Estado de Israel bogotá

La persecución a judíos se dio tanto en los regímenes conservadores, como en los liberales. Desde el primer gobierno de la República Liberal en 1930 hubo judíos expulsados, intensificándose el hostigamiento los mandatos de Alfonso López Pumarejo y Eduardo Santos cuando la intimidación dejó de ser soterrada para volverse pública e implacable Durante la primera parte del siglo XX, alrededor de 400 judíos sefardíes vinieron de Grecia, Turquía, el norte de África y Siria. Con el surgimiento del nazismo en 1933 y la imposición de leyes y prácticas antisemitas. Desde 1939 hasta el final de la Segunda Guerra Mundial, la inmigración fue detenida por los sentimientos antiinmigrantes en el país y las restricciones a la inmigración desde Alemania. Durante las décadas de los treinta y cuarenta, los judíos que intentaron venir a Colombia se toparon con una serie de trabas legales. Diversos decretos prohibieron la entrada de judíos o que llegarán con papeles falsos produciéndose devoluciones o extradiciones de quienes consiguieron ingresar al territorio nacional. En 1946, el Partido Conservador, que simpatizó con el nazismo y con el fascismo español, incitó a sus seguidores a que apedrearan el comercio judío unicados cerca del centro de Bogotá.
Empresas como Bavaria de Leopoldo Koop, Lafayette, Grasco y la cadena de hoteles Dann, entre otras, fueron creadas por judíos.
En la Memoria del Ministerio de Relaciones Exteriores de 1938, se establecía acerca de los judíos:

El Estado no puede tolerar que se incorporen a la vida de la Nación gentes que vengan a acrecer los males que con tantísimo esfuerzo procuramos disminuir o aniquilar.

El entonces Ministro de Relaciones Exteriores, Luis López de Mesa, emitió una orden más clara, mediante una circular a los cónsules de Hamburgo, Polonia y Alemania el 30 de enero de 1939 en la cual sostenía que:

Se hace necesario que los cónsules bajo su jurisdicción opongan todas las trabas humanamente posibles a la visación de nuevos
pasaportes a elementos judíos.

En un editorial titulado “Los antisemitas de El Siglo”, critican abiertamente que en Colombia "ciertos jefes del Partido Conservador se dedican a[ a]gitar ese mismo trapo harapiento ante la opinión pública, atribuyendo a los judíos todos los males del país acusándolos con desenfado indescriptible, unas veces de capitalistas codiciosos, y otras de propagandistas del marxismo."
La economía cambiante y la ola de secuestros en el país durante la última década del siglo XX llevó a muchos miembros de la comunidad judía de Colombia a emigrar. La mayoría se establecieron en Miami y otras partes de los Estados Unidos.  En los 80 el 60% de los miembros que salieron del país emigraron a Miami; el 25% a Israel; el 10% a Costa Rica y el 5% a otros países. En los 90 la migración judía aumentó teniendo como destino principal de judeocolombianos las ciudades de Miami, Tel Aviv y Buenos Aires.

### SigloXXI
Ya en el siglo XXI, se estiman para 2020 unos 14000 judíos en Colombia, concentrados principalmente en Bogotá y Barranquilla. En Bogotá, los judíos asquenazíes y sefardíes dirigen cada uno sus propias instituciones religiosas y culturales. La Confederación de Asociaciones Judías de Colombia, ubicada en Bogotá, es la organización central que coordina judíos e instituciones judías en Colombia. En el nuevo milenio, después de años de estudio, un grupo de colombianos no étnicos con ascendencia cripto-judía se convirtió formalmente al judaísmo para ser aceptado como judío según la halajá (ley judía). La situación en Colombia ha mejorado en la medida en que muchos judíos venezolanos ahora están buscando refugio en Colombia.